# Памятник пожарным, погибшим при тушении пожаров от налётов фашистской авиации на Грозный
Памятник пожарным, погибшим при тушении пожаров от налётов нацистской авиации на Грозный 10—15 октября 1942 года расположен в Грозном, на углу Индустриальной улицы и проспекта Культуры. Автор — Заслуженный художник ЧИАССР Руслан Израилович Мамилов.

## Налёты фашистской авиации на Грозный
В годы Великой Отечественной войны Грозный имел стратегическое значение, располагая нефтяной и нефтеперерабатывающей промышленностью. В период войны горюче-смазочные материалы, добывавшиеся в Грозном, использовались Красной Армией и в народном хозяйстве. Несмотря на частичный демонтаж оборудования заводов и промыслов Грозного в связи с начавшейся войной, город располагал большими запасами горючего. В связи с этим, на грозненскую нефть, бензин и масла рассчитывало германское командование. В Майкопе ожидал переезда в Грозный германский нефтяной трест с полным штатом инженеров. Имея лишь один источник нефти, танковые дивизии Вермахта уже начинали чувствовать недостаток нефти. На два фронта (Сталинградский и Грозненский) горючего не хватало. Немцы заготовили спецвыпуски с аншлагами о взятии Грозного 24 августа 1942 года. Но все их попытки не увенчались успехом — к Грозному немцев не допустили, их остановили на Тереке и отбросили назад.
Командование вермахта, поняв, что грозненской нефти им не получить и что дальше Малгобека им не пройти, решили уничтожить Грозный. С этого момента начались бомбёжки города.
10 октября 1942 года в 14:10 с высоты 4000 метров, с разных сторон был совершён первый массированный налёт люфтваффе на Грозный и его промышленные объекты в Сталинском (ныне Заводском) районе Грозного. Погода была ясная, с видимостью до 10 км. Армада «Junkers Ju 88» и «Heinkel He 111», состоящая из 85 самолётов, в сопровождении 30—40 истребителей, пикируя до 200—300 метров сбрасывала фугасные и зажигательные бомбы. При первом массированном налёте авиации противника было подожжено одновременно 15 нефтеперегонных установок, 139 резервуаров с нефтепродуктами, 22 промышленных и подсобных здания и жилых домов, заполненный мазутом амбар-миллионник. Бомбардировка фугасными и осколочными, а также зажигательными авиабомбами происходила с 14:10 до 23:30, с 10—15 минутными перерывами.
Повторной бомбёжкой через два дня — 12 октября — было подожжено 34 резервуара, 2 мазутных амбара, приёмная станция, резервуары с готовым нефтепродуктом, 1-й нефтеперегонный завод, нефтепарк 53-го цеха, ТЭЦ, 8-я кубовая батарея Крекинг завода, ряд промышленных, подсобных и жилых зданий. Всего на объекты было сброшено ФАБ — около 657 штук, весом от 50 до 1000 кг, ЗАБ — около 800 шт. весом от 1 до 25 кг, большое количество осколочных бомб, учесть которые не представлялось возможным. Через разрушенные ограждения пылающая нефть потекла в город, возникла опасность затопления города горящей нефтью.
В седьмом резервуарном парке оказался с бойцами начальник 2-го Военизированного отряда пожарной охраны Николай Викторович Казанский. От прямого попадания горели два резервуара и нефть вокруг них. Выполнив боевое развёртывание, пожарные приступили к тушению разлившегося нефтепродукта, оттесняя пламя от соседних резервуаров. Защиту двух горевших резервуаров вёл прибывший со своими бойцами начальник Военизированной пожарной команды № 2 (ВПК-2) Иван Маркович Мазяр, неоднократно возглавляя тушение огня. Через час пожар был ликвидирован. Но в это время парк подвергся повторной бомбардировке. Были разрушены и подожжены два других резервуара, хлынувший горящий нефтепродукт потёк к только что потушенным резервуарам. Горящая нефть попала к тому же в канализацию и по ней пошла через парк. Осколочные бомбы вывели из строя часть пожарных рукавов. защита резервуаров временно прекратилась.
Огонь подошёл вплотную к резервуарам № 163 и № 165. Первый от перегрева «выстрелил» в небо столбом огня. Такая же участь могла постичь и резервуар 165. Но на его защиту встал помощник командира отделения Иван Алексеевич Цыганков, который оказался на крыше резервуара. Обливая себя водой и умело маневрируя стволом, он самостоятельно стал тушить пожар.
Отрезанная от выходов огнём подстольщица комсомолка Нина Хачатурьянц так же принимала участие в тушении пожара на протяжении 3 часов.
Через люк продолжал гореть резервуар № 163. Необходима была кошма, чтобы накрыть ею горловину люка, но её не было. Тогда начальнику караула Павел Григорьевич Фоменко из уцелевшей подсобки вынес набитый шерстью матрац, добрался по крыше резервуара к люку и набросил на его на пламя, для герметичности прижав его весом собственного тела.
Тушение в седьмом нефтепарке началось 10 октября в 14:30 и закончилась 11 октября в 12:30. К этому времени все очаги пожара в парке были ликвидированы.
После первых же взрывов бомб в резервуарный парк 53-го цеха было направлено четыре пожарных автонасоса с полным боевым расчётом. Здесь горели два резервуара с авиационным бензином. пары бензина воспламенились в колодцах канализации, в узлах задвижек и в коробках пеносливных штуцеров системы пожаротушения.
Температура пламени была настолько велика, что вода в водоёме, находившемся в 40 метрах от очага пожара, закипела. Первоочередной задачей было — защитить от огня соседние резервуары с бензином и потушить горящий розлив нефтепродукта, одновременно подготовить пенную атаку на горящий резервуар. Командир отделения ВПК-1 Владимир Григорьевич Мальков увлёк в атаку на горящий резервуар и розлив других ствольщиков. Два часа под разрывами бомб работало отделение Малькова.
Был момент, когда после взрыва бомбы вдруг прекратилась работа пожарного автонасоса — водителя, Потихонина, тяжело ранило. Но это был только момент. Место водителя быстро занял начальник караула Губарев. Бесперебойная подача воды продолжилась.
Самолёт Люфтваффе сбросил 3 фугасные бомбы на нефтепарк № 5. Разом вспыхнуло пять резервуаров с нефтепродуктами. На пожар прибыло 4 автонасоса с полными боевыми расчётами. Их возглавил политрук ВПО-2 Максим Лазаревич Луночкин. Пожар молниеносно распространился по всей территории и стал приближаться к соседнему нефтепарку № 4. Позже немецким бомбардировщиком было сброшено ещё две фугасные бомбы. Из одного резервуара произошёл выброс и горящая лавина рухнула на боевую пожарную машину, стоявшую на заборе воды из водоёма.
Создалась минутная растерянность. Но призыв политрука увлёк боевые расчёты в атаку на огонь. На протяжении нескольких часов длилась защита резервуаров парка № 4. Пришлось вызвать бригаду землекопов, чтобы обваловкой преградить путь горящему розливу, засыпать землёй узлы задвижек и крышек гидравлических канализационных колодцев. В горящие резервуары подавались сплошные или распылённые струи воды. Пожар был ликвидирован. Резервуарный парк № 4 был защищён и спасён.
В подобной ситуации при тушении пожара на заводе № 7 оказался политрук ВПК-2 Михаил Леонтьевич Чернявский. Его клич: От разрыва бомбы политрук был контужен и получил серьёзные ожоги, но продолжил руководить тушением пожара до его ликвидации.
Полыхала и ТЭЦ имени «Коминтерна». Помощник начальника второго пожарного отряда Пётр Васильевич Гришаев возглавил тушение пожара.
Взрывная волна дважды отбрасывала с позиций помощника командира отделения Михаила Емельяновича Сагайдачного, а также члена ВПК-1 Евдокию Ивановну Чуприну.
Командир отделения ВПК-1 Михаил Андреевич Яровой подготовил и организовал людей на тушение огня, но атака оказалась безуспешной. Однако Михаил взобрался на горящий резервуар и стал вбивать в пробоины чеки, которые изготавливали и подавали ему бойцы. Примеру Ярового последовал боец этого же подразделения Алексей Петрович Гулов. На забивку пробоин второй цистерны он брал любой материал, попадавшийся под руку.
В 14:15 немецкая авиация сбросила бомбы на станцию «Грозный», загорелись материальный склад, на территорию которого упали 25 зажигательных авиабомб, что вызвало сразу 4 очага пожара. Горели жилые дома на пристанционных улицах имени Крупской и Боевой, Школа-интернат, конюшня. Загорелись вагон-мастерская, паровозное депо, железнодорожный клуб.
Вторая волна бомбардировщиков в этом же районе сбросила кроме крупных зажигательных — фугасные и осколочные бомб.
Очаги пожаров одновременно возникли в мастерских железнодорожного училища, ещё в ряде жилых домов. На уже горевших объектах произведены были дополнительные разрушения. Пожары усилились. Особенно сильно повреждённым оказался железнодорожный клуб. Бомбы пробили его лёгкие перекрытия, взорвавшись в зрительном зале, фойе и на сцене. Клуб заполыхал в четырёх местах.
К моменту налёта автоходы пожарной команды железной дороги рассредоточены и занимали места, согласно общегородскому оперативному плану. Получив сообщение о пожарах, начальник ВПК станции «Грозный» Курчинский направил на тушение материального склада группу бойцов. Они с помощью рабочих мастерских ввели в действие пожарные краны с рукавами. Через 20 минут пожар на складах был ликвидирован.
Другой пожарный расчёт с гидропультом потушил горящий флигель жилого дома. Были сравнительно быстро ликвидированы пожары и загорания в депо, мастерских и других объектах.
После этого все имеющиеся силы и средства пожаротушения были брошены на тушение клуба. Здесь уже горели чердачные помещения центральной части здания, сцены большого и малого залов. Быстро был установлены автонасосы на гидранты городской сети, проложили линии, но воды не оказалось. Один автонасос повернул к гидранту железнодорожного водопровода, расположенного у здания пожарной команды. Второй был установлен на водоём материального склада, третий и четвёртый были поставлены на перекачку воды из водоёма, расположенного во дворе жилых 5-этажных зданий. Были задействованы и два пожарных поезда. Расчёт первого оперативно проложил рукавную линию и приступил к тушению пожара на отведённом участке. Второй — стоял в резерве. Когда из первого поезда расходовалась вода, он отходил за ней, а расчёт второго поезда подключался к рукавной линии первого.
К 23:00 пожар в чердаке центральной части клуба был ликвидирован, но водоёмы материального склада и 5-этажных зданий были опустошены, с перебоями стал работать и железнодорожный водопровод. В это время обрушилась кровля над сценой и зрительным залом, горели простенки на 4 этаже со стороны центрального фойе.
Нужна была вода, и пожарные, разломав забор, отгораживающий территорию клуба от реки Сунжа, соорудили на её берегу площадку для автонасосов. Тушение возобновилась, и огонь был потушен в 8 часов вечера 12 октября.
Гарнизон пожарной охраны Грозного, с активной помощью нефтяников, войск НКВД, локализовал и ликвидировал пожары на Крекингзаводах, на амбарах, заполненных мазутом, на манифольдах и насосных, на станции «Грозный» и в жилых домах.
Авианалёты продолжались до 15 октября 1942 года. Всего на город было сброшено около 9 тысяч бомб. Пожарным пришлось тушить более 250 одновременно возникших пожаров.
Но бомбардировки города прекратились из-за успехов советской авиации и ПВО.
Во время тушения многие получили ранения, 15 человек погибли, это были не только грозненцы, но и пожарные-пятигорчане, которые были эвакуированы в Грозный при наступлении немцев. Ими было укомплектовано отдельное пожарное подразделение гарнизона. Их братская могила находится на центральном городском кладбище, в районе консервного завода.
В честь погибших в 1944 году у здания пожарной команды на Индустриальной улице был установлен обелиск.

## История и описание памятника
По ходатайству начальника Управления пожарной охраны МВД ЧИ АССР (1966—1988) Щербино Анатолия Васильевича (1930—2014), прибывшему по окончании академии МВД СССР (ФИПТиБ) на должность руководителя пожарной охраны республики в 1966 году и возглавлявшем её до ухода в 1988 году, решено было установить вместо обелиска памятник.
Идея возникла в 1967 году — году 25-летия массированных бомбёжек фашистской авиацией Грозного, его промыслов и заводов во время Великой Отечественной войны (10-15 октября 1942 года).
7 июля 1967 года бюро Чечено-Ингушского обкома КПСС издало постановление о возведении нового памятника в честь пожарных, погибших на боевом посту при обороне Грозного. Старый обелиск был демонтирован и на его месте, по заказу Нефтеперегонного завода имени ЛЕНИНА В. И., под руководством скульптора Руслана Израиловича Мамилова началось возведение нового памятника. Скульптурную композицию автор выполнил в два этапа, сначала уменьшенную копию, затем — в натуральную величину. Литьё произведено на ленинградском заводе «Монументскульптура», монтаж произведён СМУ треста «Грознефтехимремонтстрой». Открытие памятника состоялось 5 ноября 1968 года — первого в СССР памятника пожарным с вечным огнём.
Памятник представляет собой фигуру бойца-пожарного, укрощающего огонь. В передней части композиции из «земли» выступает стабилизатор вражеской авиабомбы, из которого вырывается пламя. Над бомбой боец-пожарный (он изображён с обнажённым торсом), опираясь левой коленкой на балку-швеллер, прилагая неимоверные усилия, обеими руками скручивает её, как бы беря в кольцо бушующее пламя. Композиция символизирует волю и силу народа ликвидировать очаг пожара. В то же время Вечный огонь олицетворяет подвиг пожарных, погибших в годы Великой Отечественной войны.
Композиция выполнена из чугуна, первоначально цвет был выполнен «под медь». Скульптура прикреплена болтами к железобетонному постаменту трапециевидной формы размером 4,5 × 1,5 × 0,9 метра. Постамент серого цвета, оштукатурен.
Первоначально к передней части постамента с правой стороны была прикреплена металлическая литая доска размером 0,78 × 0,6 метра, на которой высечен текст:
«Пожарным, погибшим при тушении пожаров от налетов фашистской авиации на Грозный 10—15 октября 1942 г.
ШАФОРОСТОВ И. Г., РУБЦОВ П. Е., РУДЬ Г. Т., ПЕРЕПЕЛИЦА С. Я., КОРОБЕЙНИКОВ Ф. Ф., НИКИТЕНКО А. А., ЛАГУНОВ Я. З., ДЕДУСЕНКО Н. Д., ПЫЛЬЦИН П. П., ОЛЕЙНИКОВ И. С., ВАСИЛЬЧЕНКО И. Б., КАПШУК Т. И., МАТИЕНКО К. У., ЛАШИНИН К. Н., РЫЖАКОВ Г. П.»
К тыловой части постамента примыкал газон, у памятника были высажены голубые ели.
6 марта 1970 года Совет Министров Чечено-Ингушской АССР принял памятник на государственную охрану.
В январе 1995 года в ходе боевых действий памятник получил повреждения, выведен из строя Вечный огонь, утрачена мемориальная доска. Уничтожено рядом стоящее бывшее здание пожарного депо.
В 2000-х годах памятник выкрашен в серебристый цвет, за исключением выступающего стабилизатора авиабомбы, который получил красный цвет.
13 июля 2012 года Главное управление МЧС России по Чеченской Республике установило новую мемориальную доску. Доска установлена в центральной части постамента. Позже постамент был обшит мраморными плитами.
Ныне рядом с памятником построено новое здание городской Пожарной части № 2 (ПЧ-2)…

Памятник в советское время
Памятник в 2012 году (до восстановления мемориальной доски)
Памятник в 2012 году (после восстановления мемориальной доски)